# Itzel Arroyo
Itzel Arroyo Aquino (1998) es una deportista mexicana que compite en triatlón y acuatlón. Ganó una medalla de bronce en el Campeonato Panamericano de Triatlón de 2016, y una medalla de bronce en el Campeonato Mundial de Acuatlón de 2019.

## Palmarés internacional
| Campeonato Panamericano | Campeonato Panamericano   | Campeonato Panamericano | Campeonato Panamericano |
| Año                     | Lugar                     | Medalla                 | Prueba                  |
| ----------------------- | ------------------------- | ----------------------- | ----------------------- |
| 2016                    | Sarasota (Estados Unidos) | Medalla de bronce       | Relevo mixto            |

| Campeonato Mundial | Campeonato Mundial  | Campeonato Mundial | Campeonato Mundial |
| Año                | Lugar               | Medalla            | Prueba             |
| ------------------ | ------------------- | ------------------ | ------------------ |
| 2019               | Pontevedra (España) | Medalla de bronce  | Individual         |